# Talmay
 Talmay  là một xã thuộc tỉnh Côte-d’Or trong vùng Bourgogne-Franche-Comté miền đông nước Pháp.